# غافان تروي
غافان تروي هو سياسي أسترالي، ولد في 31 مايو 1940 في سوبياكو ‏ في أستراليا. نشط حزبياً في حزب العمال الأسترالي ‏. وقد انتخب عضو الجمعية التشريعية لأستراليا الغربية ‏.